# Leoniloma convergens
Leoniloma convergens là một loài bướm đêm trong họ Noctuidae.